# 米哈伊利夫卡 (布羅瓦里區)
50°37′7″N 31°4′24″E / 50.61861°N 31.07333°E
米哈伊利夫卡（烏克蘭語：Михайлівка）是位於烏克蘭北部的村莊，由基輔州布羅瓦里區的大季梅爾卡市鎮負責管轄。該村始建於1755年，面積1.17平方公里，海拔高度110米，2001年人口131，人口密度每平方公里112人。